# Harold Carter
Harold Carter (* 14. April 1925 in Neath, Glamorgan; † 30. November 2017) war ein walisischer Humangeograph und „Gregynog Professor of Human Geography“ an der University of Wales, Aberystwyth.
Harold Carter wurde 1950 wissenschaftlicher Assistent in Aberystwyth und bekam 1969 die Gregynog-Professur für Humangeographie, die er bis zum Jahre 1983 innehatte. In den drei folgenden Jahren füllte er noch das Amt des Direktors des Fachbereichs Geographie, bis er dann im Jahr 1986 in den Ruhestand ging.
Er ist außerdem als Sprachexperte für das Walisische bekannt und hat 1994 A Geography of the Welsh Language 1961-1991 herausgebracht.
Er veröffentlichte 1977 vier Stadtentstehungstheorien in seinem Buch The Study of Urban Geography. 2011 wurde er in die Learned Society of Wales aufgenommen.

## Schriften
- Harold Carter und John Aitchison: A Geography of the Welsh Language 1961-1991. Cardiff: U of Wales P, 1994. ISBN 0-7083-1236-5
- Harold Carter: The Study of Urban Geography. London: Arnold, 1972. ISBN 0-7131-5595-7